# Саламат (префектура)

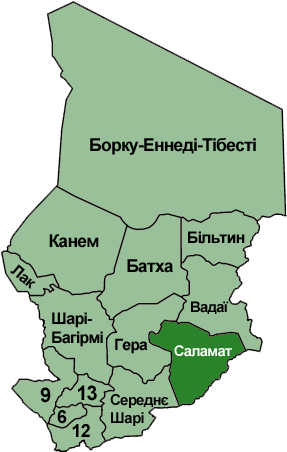
Саламат серед префектур Чаду.

Саламат (фр. Salamat, араб. سلامات трансліт. Salāmāt ) — одна з 14 префектур, на які розподілявся Чад в 1960—2000 роках. У 2002 році префектури були замінені на 18 регіонів, але новий регіон Саламат був створений цілком в межах колишньої префектури. Префектура Саламат розташована на південному сході Чаду; на півночі вона межувала з префектурою Вадаї, на заході — з префектурами Гера і Середнє Шарі, на південному сході — з Центральноафриканською Республікою. Площа префектури 63 000 км², населення станом на 1993 рік — 184 403 особи. Столиця — місто Ам-Тіман.